# Копытовка (приток Яузы)
Копытовка (Капитовка, Карповка, Тре́стенка, Тре́панка) — река в Северо-Восточном административном округе Москвы, правый приток Яузы.

## Название
Своё название Копытовка получила от одноимённой деревни, которая располагалась на левом берегу реки. Наименование Трестенка происходит от слова «треста» — тростник. Вероятно, остальные названия появились в результате искажения исходных гидронимов.

## Исток

### Исторический исток из болота
Исторически река вытекала из болота, располагавшегося в районе современной промзоны Складочной улицы у западной окраины холерного кладбища, однако уже в начале XIX века существовали две дренажные канавы, которые питали болото с западной и южной стороны. Однако уже на нивелирном плане Москвы 1888 года показано большое количество дренажных канав, которые осушали болото. На планах Москвы, начиная с 1901 года, на месте болота была показана запроектированная уличная сеть с крупным водоёмом в середине жилого района, указанная уличная сеть, тем не менее, никак не учитывала рассекающие её соединительные железнодорожные пути. Лишь на планах Москвы издания 1911 года и позднее эти запроектированные улицы уже перестали показывать. На топографической карте 1927 года вместо болота показан луг с сетью дренажных канав.

### Исторический исток из дренажной канавы
На карте 1934 года указано, что Копытовка берёт своё начало западнее её исторического истока, из окрестностей Шереметьевского поста Московско-Белорусской железной дороги (ныне линии МЦД-2), на том же плане показано, что восточная часть бывшего болота заполнена обширной Марковской мусорной свалкой. Однако предназначенные для широкой публики планы и карты 1930-х годов не отражали действительное состояние местности, что доказывается материалами аэрофотосъемки, произведённой летом 1941 года германским фоторазведывательным самолётом. Так на аэрофотосъёмке видно, что территория бывшего болота была застроена, а истоком реки Копытовки являлась глубокая дренажная канава, которая начиналась из дренажной трубы под Савёловским направлением Московской железной дороги (ныне МЦД-1) в районе Хлебного завода № 9.

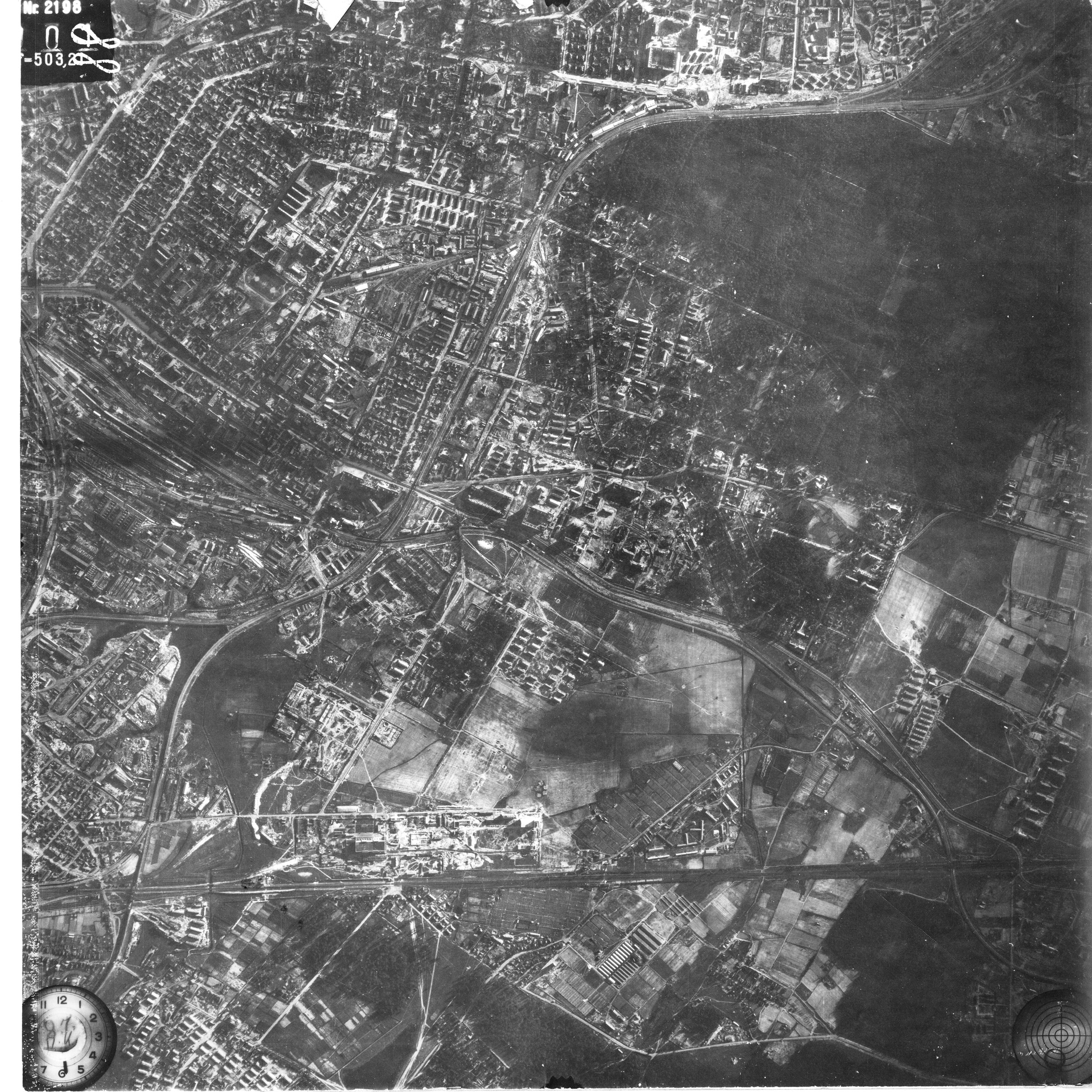
Кадр аэрофотосъёмки Москвы, выполненной Люфтваффе летом 1941 года (снимок развёрнут: южный край снимка — левый, а северный — правый)

На секретном топографическом плане масштаба 1:5000, выпущенном в начале 1950-х годов, основу которого составлял аналогичный секретный топографический план выпуска конца 1930-х, мы видим в точности ту же топографию, что и на германском аэрофотоснимке 1941 года. На этом плане ясно обозначена труба под Савёловским направлением Московской железной дороги, откуда брала начало дренажная канава-исток Копытовки. Также на застроенной территории бывшего болота обозначены ещё две канавы, впадающие в основную, и которые наблюдаются на германском аэрофотоснимке.
На секретном топографическом плане в масштабе 1:10000 1964—1968 годов выпуска в более загрублённой форме показан тот же исток, но самому водотоку в дренажной канаве дана характеристика временного, однако через несколько сот метров ниже по течению этот водоток показан уже как постоянный.

## Русло
Как минимум до середины 60-х годов XX столетия, начиная от нынешней улицы Константинова и до устья, речка была открыта.
По другим данным низовье канализировали в 1956 году.
В устье реки расположены очистные сооружения. Правым притоком является ручей Студенец. На правом берегу Копытовки находилась деревня Марьино, на левом — село Алексеевское, которое до середины XVII века называлось Копытово.
Длина реки составляет 5,6 км, в прошлом могла достигать 7 км. Площадь водосборного бассейна — около 7 км². Водоток проходит на северо-восток через Огородный проезд и Новомосковскую улицу. Далее протекает вдоль Звёздного и Ракетного бульваров. На этой местности долина Копытовки хорошо прослеживается в рельефе. Впадает в Яузу к юго-востоку от устья Будайки, в 170 метрах от железнодорожного моста.

## Устье
В настоящее время протекает в подземном коллекторе, на поверхности появляется только у самого устья, ниже очистных сооружений.